# هوتون لو سپرینگ
هوتون لو سپرینگ (به انگلیسی: Houghton-le-Spring) یک شهرک در بریتانیا است که در شهر ساندرلند واقع شده‌است. هوتون لو سپرینگ ۳۶٬۷۴۶ نفر جمعیت دارد.